# انتخابات فدرال آلمان (۲۰۲۵)
انتخابات فدرال در آلمان در ۲۳ فوریه ۲۰۲۵ برای انتخاب ۶۳۰ نماینده بوندستاگ بیست و یکم، برگزار شد. این انتخابات که در ابتدا برای ۲۸ سپتامبر ۲۰۲۵ برنامه‌ریزی شده بود، به دلیل فروپاشی ائتلاف دولتی در جریان بحران ۲۰۲۴ دولت آلمان برگزار شد.  این چهارمین انتخابات زودهنگام در تاریخ آلمان پس از جنگ، بعد از انتخابات ۱۹۷۲، ۱۹۸۳ و ۲۰۰۵ در تاریخ جمهوری فدرال آلمان پس از جنگ جهانی دوم بود.
ائتلاف محافظه‌کار حزب اتحادیه آلمان با کسب بیشترین آرا، اما با دومین نتیجه ضعیف خود، پیروز شد. حزب راست افراطی آلترناتیو برای آلمان در جایگاه دوم قرار گرفت و به بالاترین نتیجه تاریخی خود دست یافت. حزب چپ‌میانه SPD به جایگاه سوم سقوط کرد و برای اولین بار از سال ۱۹۳۳، کمتر از ۲۰٪ آرا را به دست آورد. این بدترین نتیجه این حزب از نظر سهم آرا از انتخابات فدرال سال ۱۸۸۷ در امپراتوری آلمان بود. این انتخابات، اولین انتخابات پس از جنگ جهانی دوم بود که در آن حزبی غیر از حزب اتحادیه یا حزب سوسیال دموکراتیک در جایگاه دوم قرار گرفت. حزب سبزها کاهش سهم آرا را تجربه کرد، در حالی که حزب چپ‌گرا "چپ" به جایگاه پنجم رسید. هیچ یک از حزب لیبرال کلاسیک FDP یا حزب چپ‌گرای BSW نتوانستند از آستانه ۵٪ برای ورود به پارلمان عبور کنند.
مشارکت رأی‌دهندگان ۸۲٫۵٪ بود که بالاترین میزان از زمان اتحاد مجدد آلمان محسوب می‌شود.
قبل از انتخابات، رسانه‌هایی مانند پلیتیکو، گاردین، فایننشال تایمز، و یورونیوز پیش‌بینی کرده‌اند که CDU/CSU رتبه اول را به دست بیاورد، حزب آلترناتیو برای آلمان در رتبه دوم و SPD قرار دارد.

## پیش‌زمینه

### تاریخ برگزاری
قانون اساسی (Basic Law) و قانون انتخابات فدرال (Federal Election Act) مقرر می‌کنند که انتخابات فدرال باید در یک روز یکشنبه یا تعطیل ملی برگزار شود، که نباید زودتر از ۴۶ ماه و دیرتر از ۴۸ ماه پس از اولین جلسه بوندستاگ (پارلمان آلمان) باشد، مگر اینکه بوندستاگ زودتر منحل شود. بیستمین دوره بوندستاگ که در حال حاضر تشکیل جلسه می‌دهد، اولین جلسه خود را در ۲۶ اکتبر ۲۰۲۱ برگزار کرد. بنابراین، انتخابات بعدی به‌طور معمول باید در یک روز یکشنبه بین ۳۱ اوت ۲۰۲۵ تا ۲۶ اکتبر ۲۰۲۵ برگزار می‌شد. در اوت ۲۰۲۴، کابینه فدرال ابتدا تاریخ ۲۸ سپتامبر ۲۰۲۵ را به عنوان تاریخ انتخابات پیشنهاد کرد که توسط رئیس‌جمهور فرانک-والتر اشتاینمایر تأیید شد.

### انتخابات زودهنگام
انتخابات فدرال می‌تواند زودتر برگزار شود اگر رئیس‌جمهور بوندستاگ (پارلمان آلمان) را منحل کند و انتخابات زودهنگام را برنامه‌ریزی کند. این اقدام تنها تحت دو سناریوی ذکر شده در قانون اساسی (Basic Law) امکان‌پذیر است:
۱. پس از یک انتخابات فدرال یا هرگونه خالی شدن دفتر صدراعظم، اگر بوندستاگ تا روز پانزدهم پس از اولین رأی‌گیری نتواند صدراعظمی را با اکثریت مطلق اعضای خود انتخاب کند، رئیس‌جمهور این اختیار را دارد که یا فردی که بیشترین آرا را کسب کرده به عنوان صدراعظم منصوب کند یا بوندستاگ را منحل کند (بر اساس ماده ۶۳، بخش ۴ قانون اساسی).
۲. اگر صدراعظم پیشنهاد رأی اعتماد دهد و این پیشنهاد رد شود، می‌تواند از رئیس‌جمهور درخواست انحلال بوندستاگ را کند. رئیس‌جمهور می‌تواند این درخواست را قبول یا رد کند (بر اساس ماده ۶۸ قانون اساسی).
در هر دو حالت، انتخابات فدرال باید حداکثر تا ۶۰ روز پس از انحلال در یک روز یکشنبه یا تعطیل ملی برگزار شود.

### پس از بحران دولت
پس از یک بحران سیاسی، اولاف شولتز، صدراعظم آلمان، در تاریخ ۶ نوامبر ۲۰۲۴ کریستیان لیندنر، وزیر دارایی و رهبر حزب FDP و  را از دولت برکنار کرد. این اقدام باعث فروپاشی ائتلاف چراغ راهنمایی (ترافیک لایت) شد و دولت را بدون اکثریت پارلمانی باقی گذاشت. در همان روز، صدراعظم شولتز اعلام کرد که قصد دارد پیشنهاد رأی اعتماد دهد تا انتخابات زودهنگام برگزار شود. این انتخابات در ابتدا برای ژانویه ۲۰۲۵ برنامه‌ریزی شده بود، اما پس از فشارهای اپوزیسیون به جلو انداخته شد.